# Synagoge (Włocławek)

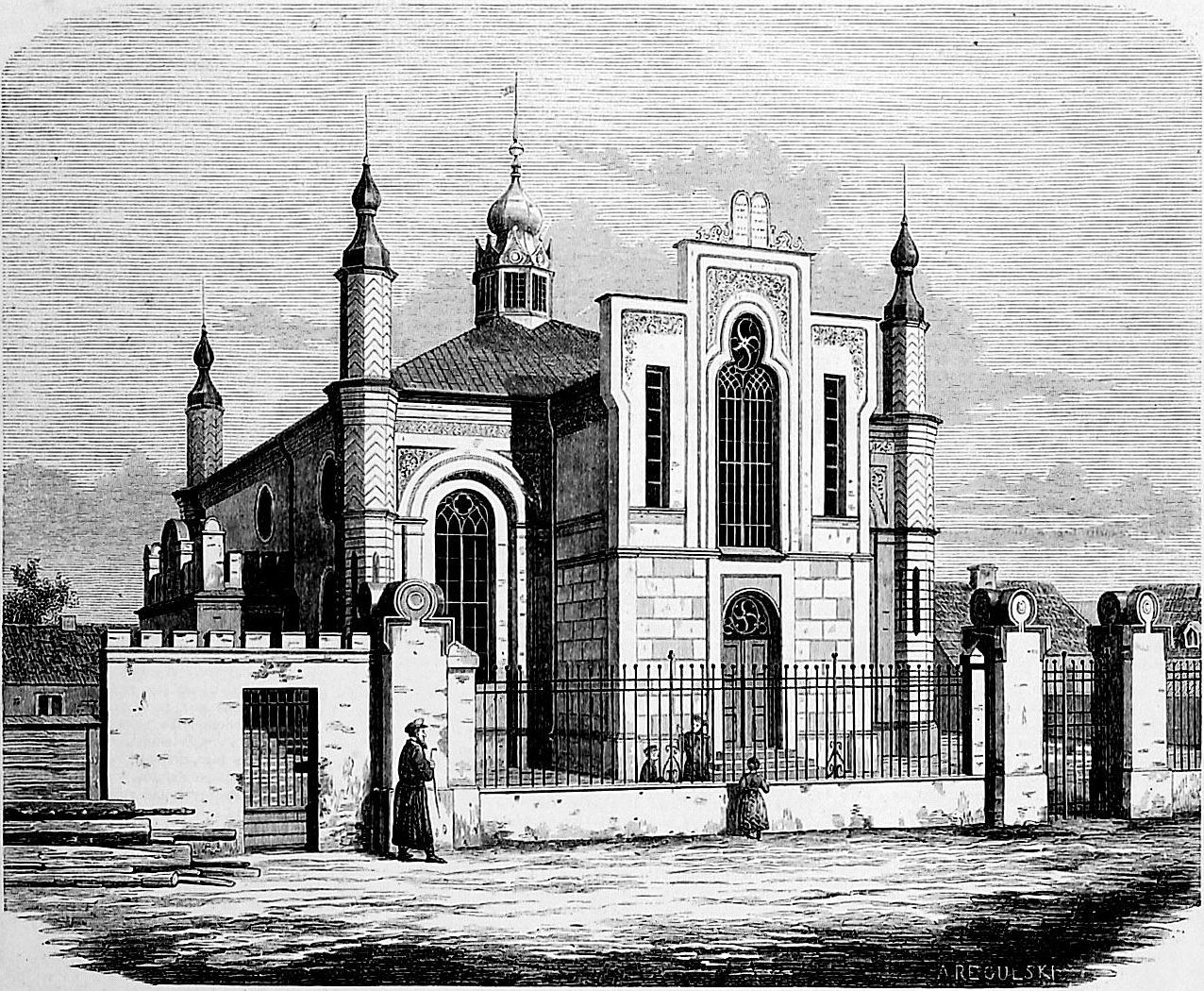
Synagoge in Włocławek

Die Synagoge in Włocławek, einer Stadt in der Woiwodschaft Kujawien-Pommern in Polen, wurde 1847 bis 1854 errichtet. Die Synagoge im Stil des Historismus befand sich an der Straße Żabia Nr. 14. Sie wurde 1939 von den deutschen Besatzern zerstört.  